# Kónya István (labdarúgó)
Kónya István (Ráckeresztúr, 1926. május 30. – Ásványráró, 2002. szeptember 27.) labdarúgó, a Dorogi FC Örökös Tagja. Pályafutása alatt Dorogon Kónya II. néven szerepelt.

## Pályafutása
A Tatabányából igazolt át a dorogiakhoz 1953-ban, ahova örömmel érkezett. Hamar bejátszotta magát a csapatba, társaival hamar összebarátkozott és Dorogon is telepedett le. A régi nagy nevű védőjátékosoknak, mint Bárdos Sándor, Pfluger Dezső, Turai Lajos, vagy Csermák János méltó utóda lett. A nyurga, jó testfelépítését kiválóan kamatoztatta. Magasságának megfelelően kiváló fejjátéka volt. A mindig jó kedélyű, kiváló közösségi szellemű játékosnak tartották. A többi játékos közül is a legnagyobb példaként és a legsportszerűbb életmódú csapattagként emlegették. Részese volt a Vidék Legjobbja cím elnyerésének.
Játékospályafutáa után az Annavölgyi Bányász edzője volt. 1964-ben a Dorognál lett pályaedző. 1965-től a Sárisápi Bányász, 1967-től az Esztergomi Vasas edzője volt.
1969-ben a Tokodi Bányász edzője lett. 1970-ben a Sárisápi Bányász edzőjének nevezték ki.
A futball mellett a Dorogi Anyagellátó Üzemben dolgozott anyagátvevő és anyagbeszerző munkakörben. Aktív évei után is szoros kapcsolatot ápolt a klubbal és minden nosztalgia összejövetelen részt vett. 2001-ben vehette át a Dorogi FC Örökös Tagja megtisztelő kitüntetést. Dorogon a Bányász-körönd városrészben, egykori kedves csapattársa, Varga János lakása közelében lakott. Mosonmagyaróváron volt egy ingatlanja, ahova időnként ellátogatott. Az egyik ott tartózkodása alkalmával érte a halál 2002-ben.